# Павло Волчанський

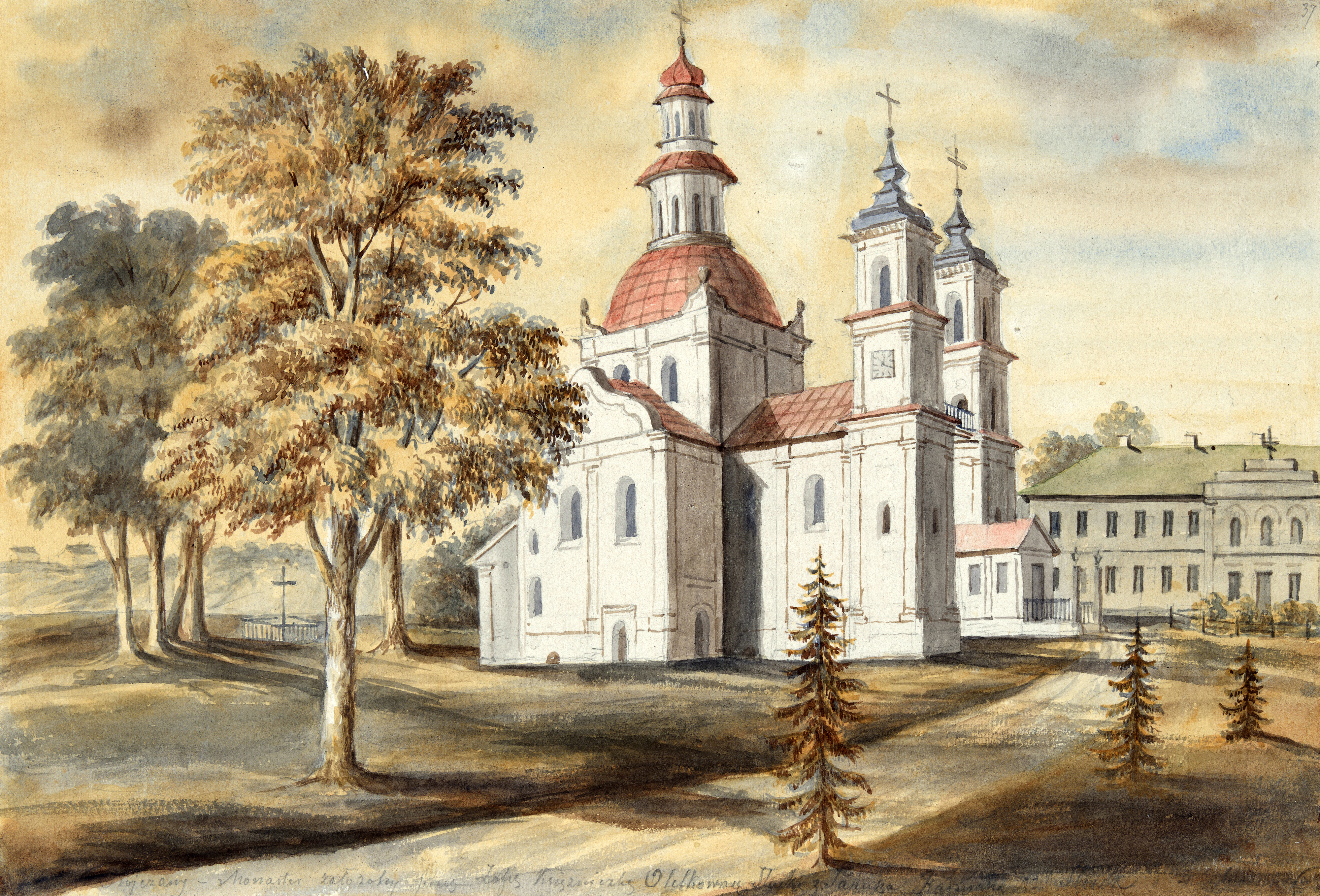
Слуцький Троїцький монастир

Павло Волчанський  (у миру Прокіп; *близько 1735 — †2 вересня 1783, Слуцьк) — український церковний діяч, архімандрит Слуцького Троїцького монастиря — центру Київської православної митрополії за межами Гетьманщини. Вихованець та викладач Києво-Могилянської академії.

## Біографія
1748–1750 роках числився у реєстрах студентів класу богослов'я Києво-Могилянської академії. Разом з іншими студентами, серед яких був і Г. Сковорода, переписував для митрополита Київського, Галицького і всієї України Т. Щербацького богословський трактат Адама Зерникова «Об исхождении Св. Духа».
По закінченню Києво-Могилянської академії, ймовірно, у Київському Софійському монастирі прийняв чернечий постриг (після 1752 року).
Проживав при Київській митрополичій кафедрі. На вимогу митрополита (24 серпня 1754 року) призначити на наступний рік до КМА вчителів нижчих класів ієродиякон Волчанський мав стати викладачем класу граматики (з 6 січня 1755 року замінив І. Братановського в класі синтаксими, з 8 квітня 1755 року викладав також в класі інфими).
Після призначення ректором Києво-Могилянської академії М. Максимовича частина викладачів, у тому числі й Волчанський, висловлювали невдоволення з цього приводу й демонстративно заявляли про своє небажання викладати в Києво-Могилянській академії. Проте на офіційний запит (28 серпня 1755)року Т. Щербацького відповіли позитивно.
31 серпня 1755 року Волчанського призначено учителем класу синтаксими на 1755/1756 навчальний рік. З 6 грудня 1755 року — кафедральний проповідник. Під час виборів наступного ректора КМА схвально відгукувався про кандидата на цю посаду архімандрита Слуцького Троїцького монастиря Д. Наринського. Близько 1760 — ігумен Київського Кирилівського монастиря.

### Служіння у Біларусі у межах Речі Посполитої
У листопаді 1763, з дозовлу Київської митрополії, емігрував до Речі Посполитої. Там призначений архімандритом найбільшого православного монастиря Біларусі - Слуцького Троїцького. Його архімандритом був до смерті.